# Indiens gränstrupper

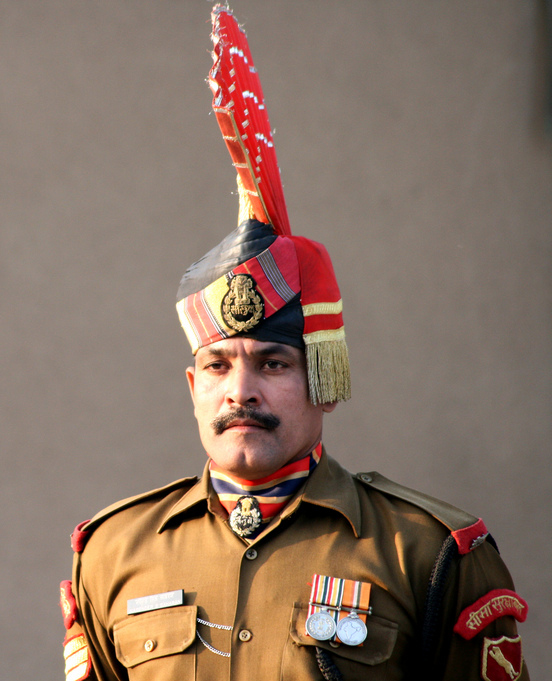
Head Constable vid BSF i trupparaddräkt 2010.

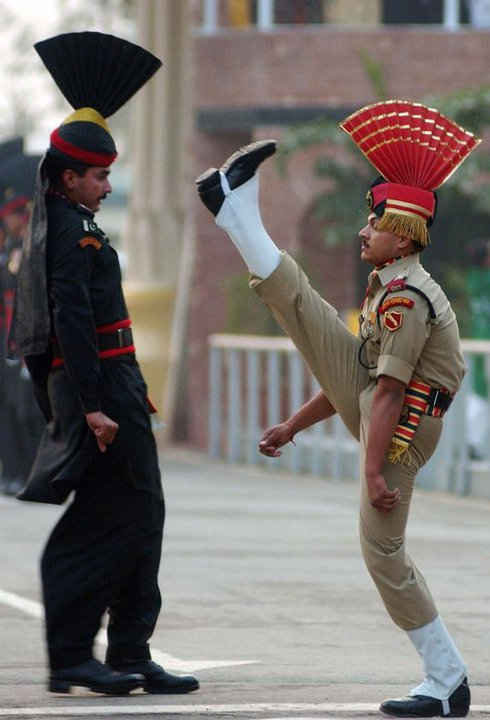
BSF-konstapel (till höger) och pakistansk gränssoldat (till vänster) deltar i den dagliga gemensamma gränsceremonin i Wagah 2010.

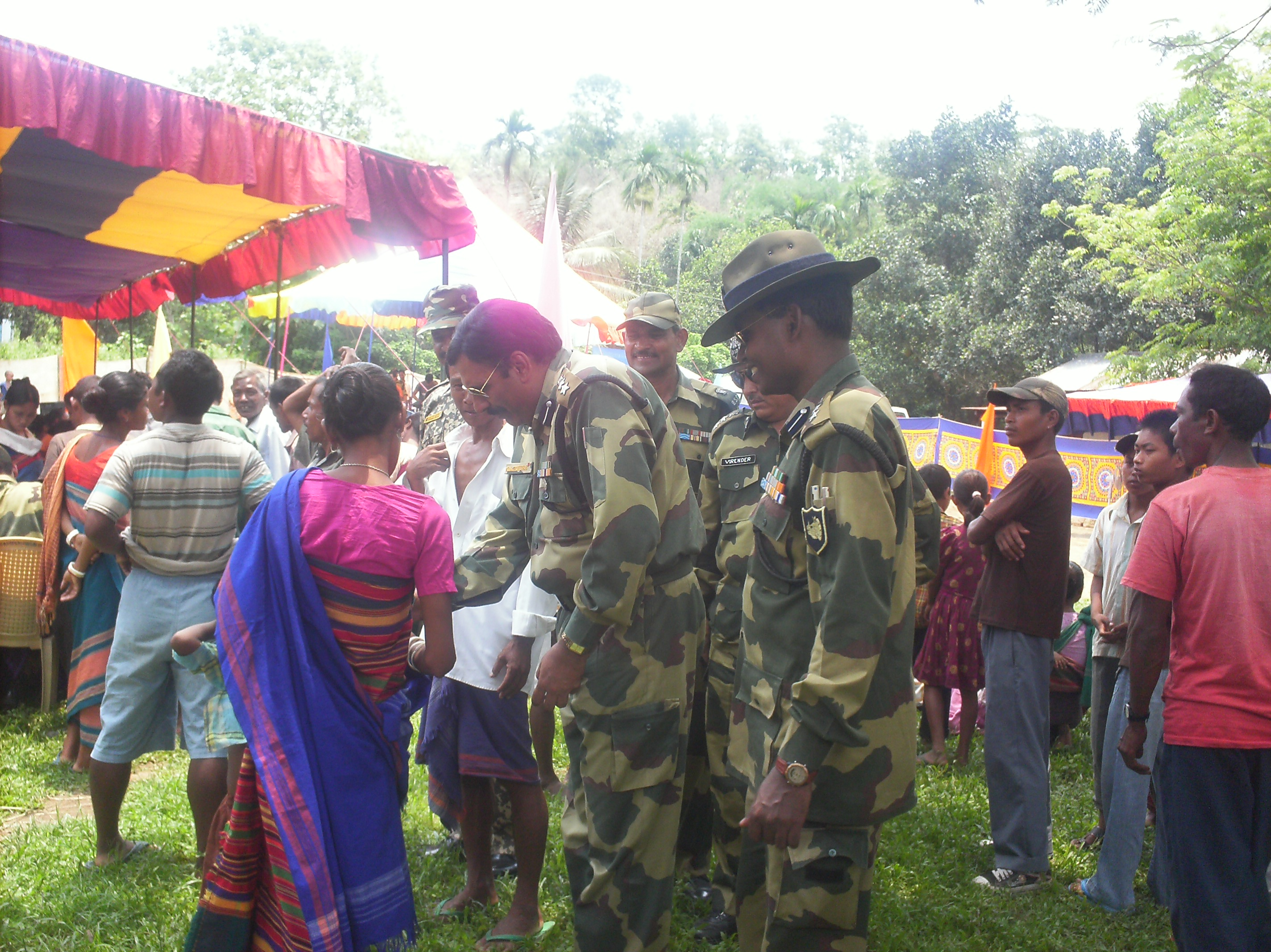
BSF-befäl i fältuniform 2010.

Indiens gränstrupper, (The border security force (BSF)), som bildades 1965, bevakar gränsen mot Pakistan och består av 215 000 polissoldater i 186 bataljoner.

## Uppdrag
- Skydda gränsbefolkningens säkerhet.
- Bekämpa gränsöverskridande brottslighet och förhindra olagliga gränspasseringar.
- Bekämpa smugglingsbrott och andra brott i gränsområdet.
- Beredskap för militära uppgifter i krig.

Källa: 

## Grader och löner
| Nr | Grad                        | Lön (2012)    |
| -- | --------------------------- | ------------- |
| 1  | Director General            | 80 000 rupier |
| 2  | Special Director General    | 59 100        |
| 3  | Additional Director General | 59 100        |
| 4  | Inspector General           | 53 000        |
| 5  | Deputy Inspector General    | 49 100        |
| 6  | Commandant                  | 46 100        |
| 7  | Second-in-Command           | 29 500        |
| 8  | Deputy Commandant           | 25 350        |
| 9  | Assistant Commandant        | 2 1000        |
| 10 | Subedar Major               | 18 150        |
| 11 | Inspector                   | 17 140        |
| 12 | Sub-Inspector               | 13 500        |
| 13 | Assistant Sub-Inspector     | 11 360        |
| 14 | Head Constable              | 9 910         |
| 15 | Constable                   | 8 460         |
| 16 | Constable (Tradesmen )      | 8 460         |

Källa: